# ضبط و بازتولید صدا

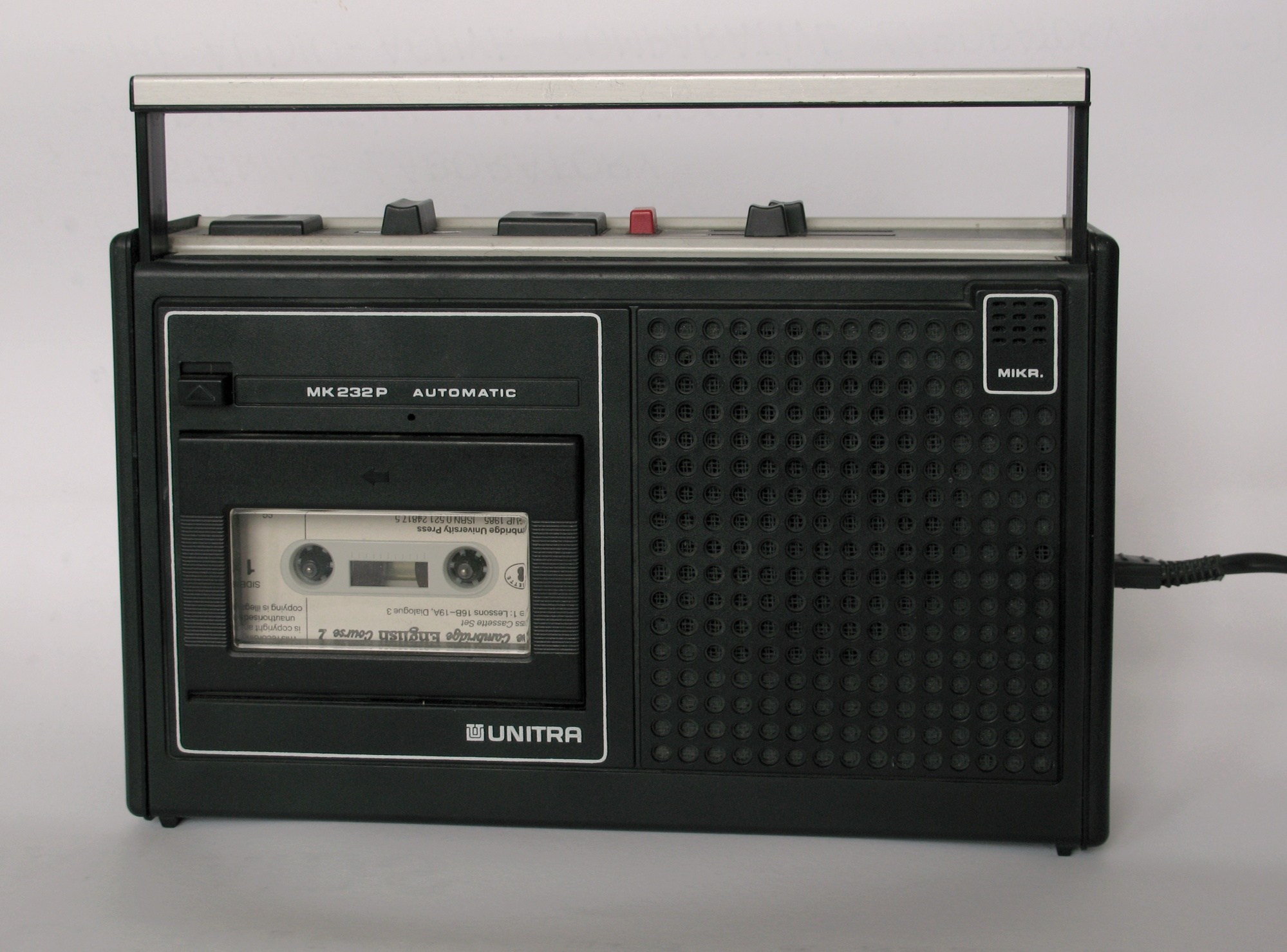
دستگاه ضبط صوت

ضبط و بازتولید صدا (انگلیسی: Sound recording and reproduction) به تولید و بازانتشار موج صدا نظیر صدای گفتاری، آوازخوانی، موسیقی سازی یا جلوه‌های صوتی به صورت برقی، مکانیکی، یا دیجیتال گفته می‌شود. دو نوع تکنولوژی اصلی ضبط صدا وجود دارد و با نام‌های ضبط آنالوگ و ضبط دیجیتال شناخته می‌شود.